# Aeroportul Montevideo–Chippewa County
Aeroportul Montevideo–Chippewa County (IATA: MVE, ICAO: KMVE, FAA LID: MVE) este un aeroport din Montevideo⁠(d), Comitatul Chippewa, Minnesota, Minnesota, Statele Unite ale Americii.
Situat la o altitudine de 315 m, aeroportul dispune de 2 piste.

## Infrastructură

### Piste
Aeroportul dispune de 2 piste. Pista 03/21 are suprafața de Iarbă și dimensiunile 2.361 picioare × 165 picioare. Pista 14/32 are suprafața de asfalt și dimensiunile 3.999 picioare × 75 picioare. 